# 普瑞巴林
普瑞巴林, 原研药商品名乐瑞卡（英語：Lyrica），是一款被用作治療癲癇、神經性疼痛、纖維肌痛、廣泛性焦慮症的藥物。

## 药理学
普瑞巴林是神经递质γ-氨基丁酸的衍生物， 也是種強效的加巴噴丁類化合物，但它并不与任何γ-氨基丁酸受体结合，而是通过抑制钙通道发挥作用。它是某些电压依赖性钙通道（VDCCs）的辅助α2δ亚基位点的配体，从而作为含α2δ亚基的电压依赖性钙通道的抑制剂。
它与α2δ1以及α2δ2这两个亚基结合，并在这两个位点上表现出了相似的亲和力，因此普瑞巴林缺乏α2δ亚基的选择性，但具有电压依赖性钙通道的α2δ亚基选择性。
 虽然普瑞巴林不与任何γ-氨基丁酸受体结合，也不会转换为γ-氨基丁酸或其他γ-氨基丁酸受体激动剂，也不直接调节γ-氨基丁酸的转运或代谢，但它会增加L-谷氨酸脱羧酶（GAD）在大脑中的表达，
 而此酶是用于合成γ-氨基丁酸的酶，因此可能由于大脑内γ氨基丁酸水平升高造成一些γ-氨基丁酸能的作用。但目前没有证据可以说明普瑞巴林的作用是除了抑制含α2δ亚基的电压依赖性钙通道介导的。
 因此，普瑞巴林对其的抑制作用似乎是它抗惊厥、镇痛和抗焦虑效果的原因。
在一项研究中发现，普瑞巴林对含α2δ亚基的电压依赖性钙通具有比加巴喷丁高6倍的亲和力，而在另一项研究中发现，普瑞巴林和加巴喷丁对人类重组α2δ1亚基具有差不多的亲和力（Ki分别为32 nM和40 nM）。在任何情况下，普瑞巴林作为镇痛药的效力是加巴喷丁的2~4倍，在动物身上作为抗惊厥药时的效力似乎是加巴喷丁的3~10倍。

## 过量服用
普瑞巴林药物过量通常表现为严重昏睡、共济失调、視力模糊、构音障碍、肌阵挛（其类似癫痫发作的特征可能会引发焦虑）、罕见地出现真正的癫痫发作和欣快。在一项案例研究报告声称，过量服用普瑞巴林导致了黄斑脱离。尽管会出现这些症状，过量服用普瑞巴林通常不会致命，除非与其他中樞抑制劑混合使用。几名肾衰竭患者在服用普瑞巴林时出现肌阵挛，这显然是由于药物逐渐蓄积所致。急性过量可能表现为昏睡、心动过速和肌肉张力亢进。可以通过测量普瑞巴林的血浆、血清或血液药物浓度，监测治疗效果或确认住院患者药物中毒的诊断
。
2024年11月，中国禁毒报报道，普瑞巴林被一些青少年滥用，而长期服用或滥用普瑞巴林可能导致成瘾。该报道被温州禁毒网转发。

## 外部連結
- Pfizer website for Lyrica （页面存档备份，存于）
- U.S. prescribing information （页面存档备份，存于）
- Lyrica Oral at WebMD.com （页面存档备份，存于）
- Erowid Lyrica (Pregabalin) Vault （页面存档备份，存于）